# Горне (Ітуруп)
Горне (рос. Горное) — село у Курильському міському окрузі Сахалінської області Російської Федерації.
Населення становить 1757 осіб (2013).

## Історія
З 1905 по 3 вересня 1945 року у складі губернаторства Карафуто Японії, відтак у складі Курильського міського округу Сахалінської області.

## Населення
| 2002 | 2010  |
| ---- | ----- |
| 1242 | ↗1757 |